# Richard Réti
Richard Réti (Pezinok, 28 de mayo de 1889-Praga, 6 de junio de 1929) fue un jugador de ajedrez checoslovaco, aunque nació en Pezinok, en ese entonces perteneciente a Hungría.

## Biografía

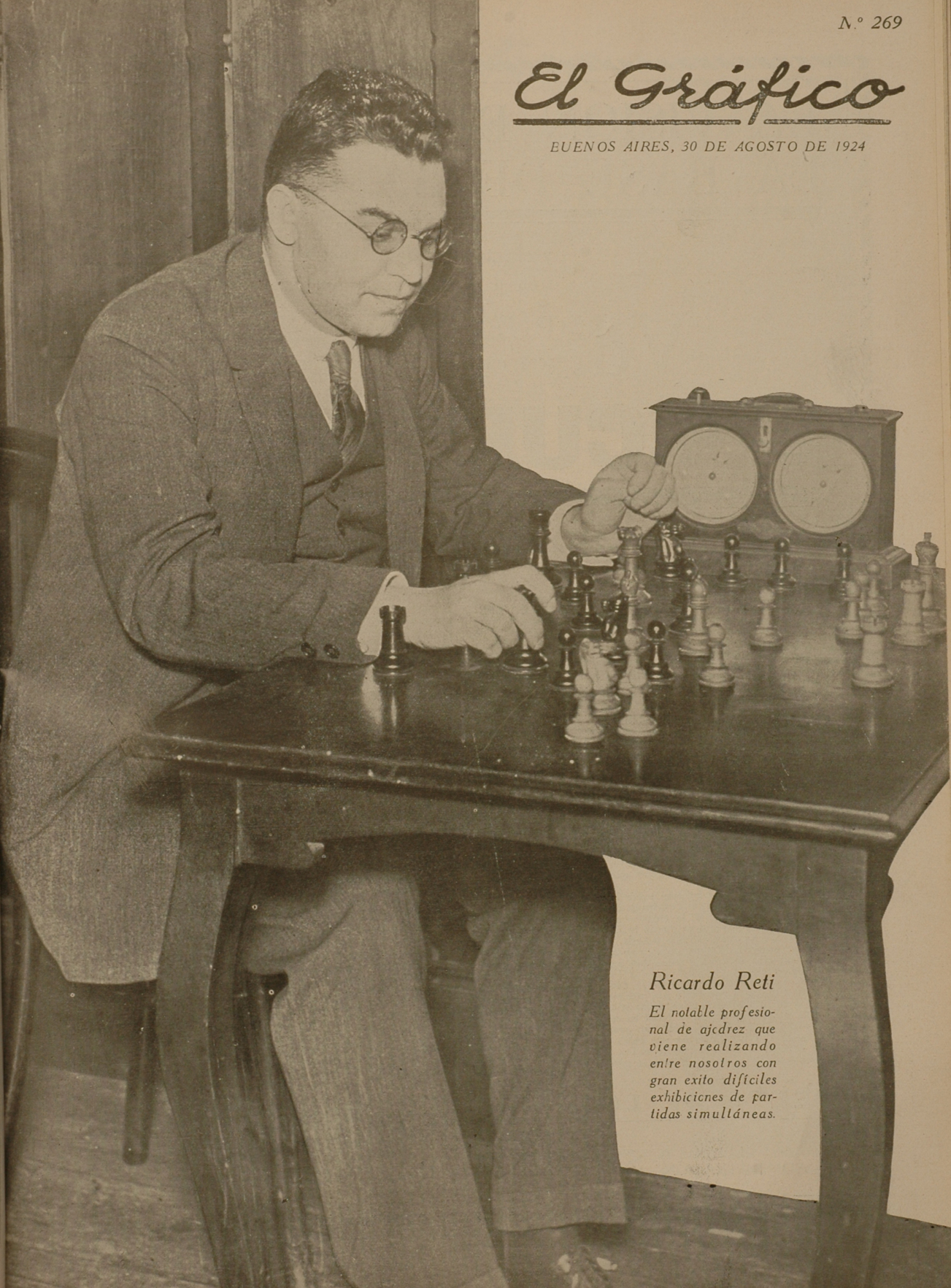
Richard Réti en 1924.

Nació en el seno de una acomodada familia judía húngara, pero él se consideraba vienés. Réti tenía un gran sentido del humor y siempre estaba sonriendo, excepto cuando veía algún automóvil porque les tenía un gran pavor.
Uno de los más grandes jugadores del mundo entre los años 1910 y 1920, Réti comenzó su carrera como jugador clásico ferozmente combinativo, favoreciendo aperturas tales como el Gambito de rey (1. e4 e5 2. f4). Sin embargo, después del final de la Primera Guerra Mundial, su estilo experimentó un cambio radical y se convirtió en uno de los autores principales del hipermodernismo, junto con Aron Nimzowitsch y otros. De hecho, con la excepción notable del aclamado libro de Nimzowitsch Mi sistema, es considerado el mayor contribuyente literario del movimiento.
La apertura Réti (1. Cf3 d5 2. c4), con la cual derrotó al entonces campeón del mundo José Raúl Capablanca en el Torneo de ajedrez de Nueva York de 1924 —la primera derrota de Capablanca en ocho años y la primera después de conseguir el título de campeón— es nombrada en su honor. Tartakower denominó a esta apertura "la apertura del porvenir".
Era también un compositor notable en la parte final del juego. En 1924 y 1925 estuvo en Montevideo, Uruguay, donde dictó conferencias y realizó exhibiciones de simultáneas viendo y a la ciega. En 1925, en Sao Paulo, logró el récord mundial para la variedad de ajedrez a ciegas con 29 juegos simultáneos. Increíblemente, ganó veintiuno de estos, empató seis y perdió solamente dos.
Sus escritos son considerados clásicos en el mundo del ajedrez: Nuevas ideas en ajedrez (1922) y Los maestros del tablero de ajedrez (1930) todavía se estudian hoy en día.
Réti murió el 6 de junio de 1929 en Praga víctima de escarlatina.
Él es el tatarabuelo del pintor alemán Elias Maria Reti.

## Publicaciones
- Nuevas ideas en ajedrez (1922)
- Los grandes maestros del tablero (1930)
- Obras completas de Reti [I] (2011). Editorial El Peón Espía SL
- Obras completas de Reti [I] (2011). Versión digital. InterAjedrez